# 移动电话网络
絕大多數無線行動通訊網路是數位訊號制式的，除了可以进行语音通信以外，还可以收发短信、MMS、以及透過轉接連上網際網路。
目前在全球范围内使用最广是的第四代行動通信技術(4G)，在台湾和中国大陆以LTE規格的4G通訊網絡最为普及。行動通訊的新式標準正在向第五代移動通訊技術逐漸遷移。

## 发展历史

### 0G
0G是前蜂巢式技術（Pre-cellular）時代或前行動通訊時代。Push-to-talk、行動電話系統（MTS）、改進型行動電話系統（IMTS）、AMTS、OLT、MTD、Autotel／PALM 、ARP等都是屬於0G技術。1966年Televerket在挪威開設了第一家手動行動電話系統。稍後挪威成為歐洲第一個獲得自動行動電話系統國家。1971年芬蘭成為第一个公開採用 Autoradiopuhelin (ARP) 的商業行動電話網路的國家。1972年西德成為第二个公開商用行動電話網絡的國家。

### 1G
第一代行動電話網路（1G）是指使用類比訊號的移动电话。最先研制出這一代行動電話的是美国摩托罗拉(Motorola)公司的馬丁·庫珀博士。这种手机有多种制式，如NMT、AMPS（类比式移动电话系统）、TACS，但是基本上使用频分复用方式只能进行语音通信，收訊不稳定，且保密性不足，无线频宽利用不充分。此种手机类似於简单的无线电双工电台，通话時锁定在一定频率，所以使用可调频电台就可以窃听通话。这个时候，语音传播是模拟的，只能传输语音流量。
在臺灣，第一代的類比式行動電話網路(使用北美AMPS系統)於西元1989年由交通部電信總局引進，1997年電信民營化時正式取得執照，而於西元2001年11月正式退出電信服務市場。類比式行動電話原來所分配的090、091字頭門號，分別轉為第二代GSM行動電話網路之下的0910、0911字頭門號。

### 2G/2.5G
第二代行動電話，到西元2015年左右之時仍是世界上分佈最廣泛的手机網路服務。采用歐洲規格的GSM、CDMA或者PHS这些十分成熟的标準，具有稳定的通话质量。該類手機具有通话和一些如时间日期等传送的手机通信技术，一般定义为无法直接传送如电子邮件、软件等信息；只具有通话和一些如时间日期等传送的手机通信技术规格。在第二代行動電話網路的發展過程當中，为了适应日益增加的数據通讯需求，一些加強型的傳輸标準也依次在手机上得到支援，例如GPRS、EDGE和WAP服务。最常见的2.5G系统就是GPRS系统。一些手机厂商也将自己的一些手机称为2.75G手机，其特色就是拥有比GPRS速率更快的EDGE功能。
在臺灣，第二代的數位式行動電話網路於西元1997年由電信業自由化政策實施之後的幾大業者分別取得執照開始營運，執照期限原在西元2013年到期，而經過頻寬使用執照的延期措施之後，於西元2017年6月正式退出電信服務市場。

### 3G/3.5G
第三代移动通信系统自西元1990年代末期開始研發，於西元2000年代前中期開始在世界各國陸續開始服務，目前已經逐漸得到广泛的应用。第三代手机的开始目标之一是开发一种可以輕易地連接上網路，並能在全球通用的无线通讯系统。但是，实际上在最後還是逐漸演變出了多种不同的制式規格，目前在世界上主要有W-CDMA、CDMA2000和TD-SCDMA等規格在竞争。这些新的規格都基于CDMA（码分多址）技术，在頻寬利用和數據通信方面都有进一步发展。而在高速数据传输和蜂窝移动通讯技术方面，於2007年10月新增WiMAX标準为第四种技术体制。
3.5G采用HSPA及HSPA+。可以让使用者享用7.2M到42M的下载速率。在提供高速数据服务的同时，安全性也得到了改善，3.5G手机偏重于安全和数据通讯。一方面加强个人隐私的保护，另一方面加强数据业务的研发，更多的多媒体功能被引入进来，手机具有更加强劲的运算能力，不再只是个人的通話和文字信息终端，而是更多功能性的選擇。移动办公及对通讯的强劲需求将使得手机与个人电脑的融合趋向加速，手机将逐渐拥有个人电脑的功能，这方面，在中国的手机市场上已经得到了充分的体现。
在臺灣，第三代的數位式行動電話網路於西元2002年(民國91年)由歷經合併和增設之後的五大業者所分別取得執照，CDMA2000系統在2003年(民國92年)開始營運，其他系統在2005年(民國94年)開始營運。在西元2008~2011年間智慧型行動電話逐漸普及之後，取代原先的GSM(2G)系統，成為行動電話服務的主力。CDMA2000系統營運至西元2017年(民國106年)，其他3G網路則營運至西元2018年(民國107年)。

### 4G/4.5G
第四代行動電話網路是在西元2010年代中期之時世界上所普遍使用的高速行動網路，可分为TDD-LTE（分时型長期演進技術）、FDD-LTE（分频型長期演進技術）及WiMAX（IEEE 802.16m）；而TDD-LTE、FDD-LTE規格在结构上已经进行了统一。第四代行動電話網路最重要的功能，就是搭配能夠上網執行各種網路服務的智慧型手機。第四代的行動電話技術將一般傳統的語音通訊完全當作是數據封包加以傳輸，這是和之前第三代網路非常不同的地方。由於作為第四代行動網路終端的智慧型手機在功能上已經猶如小型電腦一般，因此第四代行動網路與其說是數位式的高速電話通訊網路，更不如形容為是一種可以隨著基地台擴展使用範圍的巨大網際網路(Internet)服務網路。
4.5G採用LTE Advanced Pro，其概念由NOKIA 於 2014 年底首次提出，並於 2015 年 10 月被 3GPP 確認成為LTE的新標準。正如名字所示意般，4.5G 是 LTE、LTE Advanced 的進一步技術演進，亦是各大網絡商進入 5G 前的重要一站。4.5G透過聚合載波、4x4 MIMO 以及256 QAM 等技術，網絡商可提供服務的 4G 網絡容量及下載速度會較以往更多更快，有助解決網絡塞車等問題。
在臺灣，第四代數位式行動電話於西元2014年(民國103年)開始營運，在2017年接收第二代行動電話執照到期撤除之後所留下的通信頻寬。為智慧型手機行動上網服務的主力。

### 5G
5G，是英文fifth-generation的缩写，指的是第五代行動電話系统，也是4G之后的延伸，規格已在2018年正式確立，正在朝向商用網路實際營運的目標發展當中。